# Метання диска
Метання диска — легкоатлетична дисципліна, яка полягає в метанні на дальність спеціального спортивного снаряда — диска. Належить до метань і входить в технічні види легкоатлетичної програми. Вимагає від спортсменів сили та координації рухів. Є олімпійською дисципліною легкої атлетики для чоловіків з 1896 року, для жінок з 1928 року. Входить до складу легкоатлетичного багатоборства.

## Метання диска в Стародавній Греції

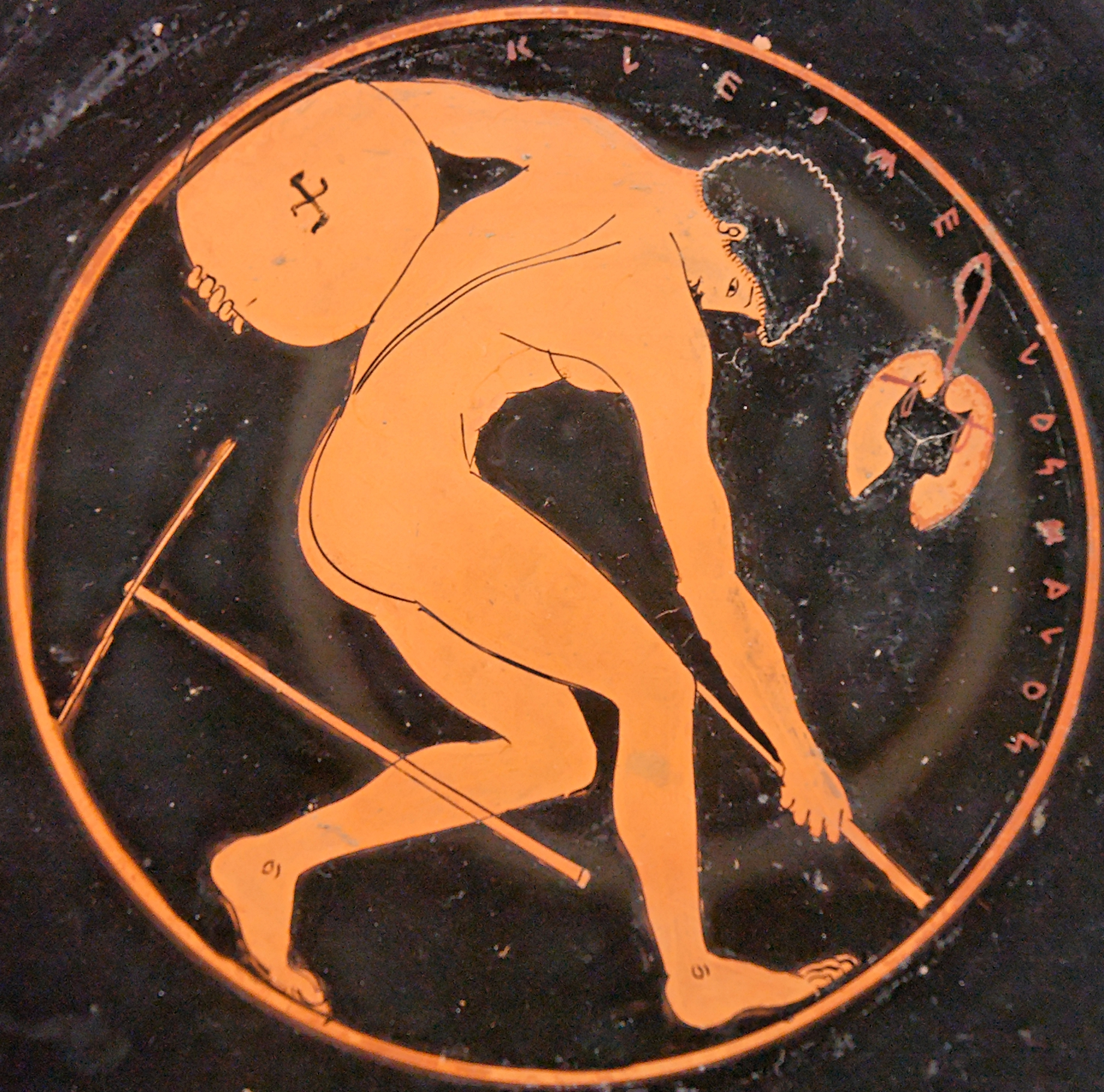
Дискобол. Червонофігурний розпис килика майстра Клеомена. Лувр

Метання диска — дуже давній вид спорту. Як показують дослідження істориків і археологічні розкопки, метання диска (δισκοβολία) було популярно в Стародавній Греції, і ці змагання проходили на античних олімпійських іграх. Метальні прилади виготовляли з каменю і бронзи, вагою від 1,25 до 5,70 кг, діаметром від 16,5 до 34 см. Наскільки можна судити за історичними свідченнями того часу, метали атлети з узвишшя, бічним рухом, коли площина диска перебувала перпендикулярно землі. Широко відомі античні статуї, які представляли переможців змагань: «Дискобол» Мирона та «Дискофор» Поліклета. Давньогрецькі боги також грали з диском. За одним із міфів Аполлон змагався в метанні диска зі своїм улюбленцем, царевичем Спарти Гіакінтом (Гіацинтом). Щоб справити враження, Аполлон кинув диск щосили. Гіакінт, зі свого боку хотів вразити Аполлона, і спробував спіймати диск. Диск влучив у Гіакінфа, і той загинув. За іншою легендою, заздрісний бог західних вітрів Зефір подув на диск, щоб погубити царевича.

## Змагання і правила
Учасники змагань виконують кидок з кола діаметром 250 см. Відстань кидка вимірюється як відстань від зовнішньої окружності цього кола до точки падіння снаряда. Вага диска у чоловіків — 2 кг, у юніорів 1,75 кг, у юнаків 1,5 кг. У жінок, юніорок та дівчат — 1 кг. Діаметр диска становить 219—221 мм для чоловіків і 180—182 мм для жінок.
В офіційних змаганнях IAAF учасники роблять шість спроб. Якщо учасників понад вісім, то після 3-х перших спроб відбираються вісім найкращих і в наступних трьох спробах вони розігрують найкращого а результатами в шести спробах.
Метання диска проводиться з огороджених сіткою сектора з дозволеним горизонтальним кутом вильоту не більше 35 °, а точніше 34,92 °, інакше диск не зможе вилетіти в поле і вріжеться в сітку або опори. Ширина воріт вильоту диска становить 6 метрів. Забороняється вихід спортсмена за кордон сектора, поки диск не приземлився. Під час кидку диск може зачепити огородження сектору, якщо інші правила не порушені.

## Сучасна техніка
Метання диска, як вид, в сучасний час було вирішено відродити на перших олімпійських іграх в Афінах (1896). Тоді ще не було чіткого уявлення про техніку і вирішили провести змагання в грецькому стилі. У 1908 році на Олімпіаді в Лондоні змагання провели у двох стилях: грецькому і вільному (близькому до сучасного). Вільний стиль виграв за дальністю, і надалі почалося вдосконалення стилю, при якому в початковому положенні обертання диска відбувається в горизонтальній площині.
Спочатку метали з узвишшя, як стародавні греки, надалі постановили метати у секторі, схожому на сектор для штовхання ядра. Однак, розміри сектора були малій з 1910 року IAAF збільшила розміри сектора для метання диска до 2,5 метрів. У 1921 році американець Догерті запропонував новий стиль — з півтора повороту. Атлет починав рух лівим боком в напрямку майбутнього кидка і, обертаючись спочатку на лівій нозі, переступав на праву. У 1930 році американець Кренц перевищив рубіж 50 м (51,03 м) і його варіант техніки, поворот у високому стрибку став найпопулярнішим в усьому світі. До 1940-х років йшло вдосконалення цього стилю і, принципово, з того часу техніка дискоболів не змінюється.

## Фізика метання диска
Початкова швидкість диска в атлетів чоловіків високого класу досягає 25 м/с. Оптимальним для чоловіків дискоболів при затишності вважається кут вильоту снаряда порядку 36-38 °. При виконанні метального руху атлети також надають власного обертання диску, що дозволяє придати снаряду додаткову стійкість у польоті.
Зустрічний вітер (також як і у стрибках на лижах з трампліна) швидкістю до ~ 5 м/с є сприятливим фактором. При цьому, чим вище швидкість зустрічного вітру, тим менше повинен бути кут вильоту снаряда з рук атлета. Тому, вміння відчувати вітер і вміння, як кажуть спортсмени, «потрапити в снаряд» і «покласти диск на вітер» одна зі складових майстерності дискобола високого класу. Свідченням невисокого класу спортсмена є поперечне биття диска в польоті, нестійка траєкторія, коли диск завалюється на ребро і швидко падає вниз.

## Сучасний розвиток
Як і у всіх метальних дисциплінах, в метанні диска довгі роки безроздільно домінували атлети США. Починаючи з 1980-х років з ними конкурують атлети НДР і ФРН. Починаючи з 2000-х років, провідні позиції захопили спортсмени Угорщини, Естонії, Литви.
У жінок метання диска увійшло в програму змагання Олімпійських ігор з 1928 року. Першою радянською олімпійською чемпіонкою в легкій атлетиці стала Ніна Ромашкова (1952).
Видатних результатів у цьому виді спорту досяг американець Ел Ортер, який виграв 4 золотих медалі на Олімпійських іграх з 1956 по 1968 рік. Характерним для метання диска є часте поєднання його зі штовханням ядра. Радянська спортсменка Тамара Прес вигравала Олімпійські ігри в штовханні ядра (1960, 1964) і метанні диска (1964).

## Рекорди
| Результат           | Спортсмен         | Країна | Дата            | Місце                     |
| ------------------- | ----------------- | ------ | --------------- | ------------------------- |
| Світовий рекорд     |                   |        |                 |                           |
| 74,08 м (чоловіки)  | Юрген Шульт       | НДР    | 6 червня 1986   | Нойбранденбург, Німеччина |
| 76,80 м (жінки)     | Габріеле Райнш    | НДР    | 9 липня 1988    | Нойбранденбург, Німеччина |
| Олімпійський рекорд |                   |        |                 |                           |
| 69,89 м (чоловіки)  | Віргіліюс Алекна  | Литва  | 23 серпня 2004  | Афіни, Греція             |
| 72,30 м (жінки)     | Мартіна Гелльманн | НДР    | 29 вересня 1988 | Сеул, Республіка Корея    |

## Чільна десятка метальників усіх часів

### Чоловіки
Станом на липень 2021
| Місце | Відстань | Спортсмен          | Країна         | Дата              | Місце          |
| ----- | -------- | ------------------ | -------------- | ----------------- | -------------- |
| 1.    | 74,08    | Юрген Шульт        | НДР            | 06 червня 1986    | Нойбранденбург |
| 2.    | 73,86    | Віргіліюс Алекна   | Литва          | 03 серпня 2000    | Каунас         |
| 3.    | 73,38    | Герд Кантер        | Естонія        | 04 вересня 2006   | Гельсінгборг   |
| 4.    | 71,86    | Юрій Думчев        | СРСР           | 29 травня 1983    | Москва         |
| 4.    | 71,86    | Даніель Штоль      | Швеція         | 29 червня 2019    | Боттнарид      |
| 6.    | 71,84    | Пйотр Малаховський | Польща         | 08 червня 2013    | Генгело        |
| 7.    | 71,70    | Роберт Фазекас     | Угорщина       | 14 липня 2002     | Сомбатгей      |
| 8.    | 71,50    | Ларс Рідель        | Німеччина      | 03 травня 1997    | Вісбаден       |
| 9.    | 71,32    | Бен Плакнетт       | США            | 04 червня 1983    | Юджин          |
| 10.   | 71,26    | Джон Пауелл        | США            | 09 червня 1984    | Сан-Хосе       |
| 10.   | 71,26    | Рікі Брух          | Швеція         | 15 листопада 1984 | Мальме         |
| 10.   | 71,26    | Імріх Бугар        | Чехословаччина | 25 травня 1985    | Сан-Хосе       |

### Жінки
Станом на липень 2021
| Місце | Відстань | Спортсменка       | Країна         | Дата            | Місце          |
| ----- | -------- | ----------------- | -------------- | --------------- | -------------- |
| 1.    | 76,80    | Габріеле Райнш    | НДР            | 09 липня 1988   | Нойбранденбург |
| 2.    | 74,56    | Зденка Шилгава    | Чехословаччина | 26 серпня 1984  | Нітра          |
| 2.    | 74,56    | Ільке Віллуда     | НДР            | 23 липня 1989   | Нойбранденбург |
| 4.    | 74,08    | Діана Ганські     | НДР            | 20 червня 1987  | Хемніц         |
| 5.    | 73,36    | Ірина Мешинські   | НДР            | 17 серпня 1984  | Прага          |
| 6.    | 73,28    | Галина Савінкова  | СРСР           | 08 вересня 1984 | Донецьк        |
| 7.    | 73,22    | Цветанка Христова | Болгарія       | 19 квітня 1987  | Казанлик       |
| 8.    | 73,10    | Гізела Бейер      | НДР            | 20 липня 1984   | Берлін         |
| 9.    | 72,92    | Мартіна Гелльманн | НДР            | 20 серпня 1987  | Потсдам        |
| 10.   | 72,14    | Галина Мурашова   | СРСР           | 17 серпня 1984  | Прага          |